# Dicranota pretiosa
Dicranota (Paradicranota) pretiosa là một loài ruồi trong họ Pediciidae. Chúng phân bố ở vùng Indomalaya.